# Comuna Zvîneaci, Ciortkiv
Zvîneaci (în ucraineană Звиняч) este o comună în raionul Ciortkiv, regiunea Ternopil, Ucraina, formată din satele Skomoroșe și Zvîneaci (reședința).

## Demografie
Componența lingvistică a comunei Zvîneaci
     Ucraineană (99,64%)
     Alte limbi (0,36%)
Conform recensământului din 2001, majoritatea populației comunei Zvîneaci era vorbitoare de ucraineană (99,64%), existând în minoritate și vorbitori de alte limbi.